# Niphotragulus albosignatus
Niphotragulus albosignatus är en skalbaggsart som beskrevs av Stefan von Breuning 1954. Niphotragulus albosignatus ingår i släktet Niphotragulus och familjen långhorningar. Inga underarter finns listade i Catalogue of Life.